# Vi som går stjernevejen
Vi som går stjernevejen er en dansk film (lystspil) fra 1956 instrueret af Johan Jacobsen med manuskript af Knud Poulsen efter ide af Paul Sarauw. Filmen er en genindspilning af Teatertosset fra 1944.

## Handling
Lis Holst (Birgitte Reimer) er assistent for magister Winther (Ebbe Rode), men er vild med teater og får mulighed for at aflægge prøve. Hun besvimer imidlertid ved prøven, og Winther, der er forelsket i hende, foreslår hende at prøve igen.
Primadonnaen på teateret, Nana (Birgitte Federspiel), beklager sig til direktøren (Gunnar Lauring) over mangel på gode numre, men forfatteren, Knud Sommer (Hans Kurt), mangler inspiration. En tur på landet gør dog godt, og da han ser Lis aflægge en ny prøve, bliver han betaget af den naturlige unge pige. Direktøren og forfatteren tilbyder hende nu hovedrollen, da primadonnaen er sygemeldt, men da denne hører om den ukendte erstatning, bliver hun meget hurtigt rask og møder op på teateret og bemægtiger sig hovedrollen igen. Lis er fortvivlet og betror sig til Winther, der opsøger Sommer, og de to lægger en plan for at sikre Lis rollen.

## Medvirkende
- Ebbe Rode - magister Winther
- Birgitte Reimer - Lis Holst, Winthers assistent
- Hans Kurt - Knud Sommer, revyforfatter
- Gunnar Lauring - Aage Beck, teaterdirektør
- Birgitte Federspiel - Nana, primadonna
- Johannes Marott - scenemester Maarum
- Ole Monty - danseinstruktør
- Peter Kitter - pressefotograf
- Fredbjørn Bjørnsson - danser
- Poul Bundgaard - sanger
- Mimi Heinrich - danser
- Preben Uglebjerg - kustumier
- Ebbe Langberg - Lis' ven
- Jørgen Ryg - Lis' ven
- Jørgen Weel - Lis' ven
- Inge Ketti - Nanas stuepige
- Jytte Abildstrøm - Agnethe Sørensen